# 埃尼
埃尼，全称为国家碳化氢公司（Eni，Ente nazionale ldrocarburi），是意大利政府成立的国家控股公司，專門經營石油產品，是世界第七大石油集团公司之一，也是在世界大炼油公司中排第8位。

## 历史
埃尼是由意大利政府为保证国内石油和天然气供应，於1953年2月10日成立，旨在開發油田和分銷油類產品。其前身是1926年成立的阿吉普公司，即意大利石油总公司。自1954年起埃尼已於北非獲得石油的開採權，例如埃及。於1960年，又和蘇聯簽訂協議，以非常合理之價格從蘇聯進口原油。而於整個六十年代，又和伊朗、利比亞和突尼西亞協議開發石油。
自1970年代起，埃尼的業務逐漸橫跨非洲和整個歐洲，專門從北非把原油輸往歐洲大陸。此外，埃尼又在1983年與美國兩家油企投得南海惠州油田群，並於1990年起建成包括惠州21-1在內的多個油氣田，為該公司首次擴展業務至中國。
1992年埃尼由国营企业改制为股份制公司；1995年，正式於紐約證券交易所上市。2009年美国《财富》杂志世界500强企业中列第17名。
2021年3月，埃尼退出巴基斯坦市场，将资产出售给Prime International Oil & Gas Company。该交易包括出售资产、八项开发和生产租赁的权益以及四项勘探许可证。Prime International Oil & Gas Company，埃尼巴基斯坦当地员工与 Hub Power Company 新成立的合资企业。
2021年9月17日，埃尼（E）表示，其 Versalis 化学子公司收购了De Berg集团意大利公司 Ecoplastic 的技术和工厂。 该协议将加快先进机械回收的发展，并扩大 Versalis Revive® 回收聚合物产品组合的范围。 第一阶段的总产能约为每年2万吨。 新产品将用于对可持续性和循环性要求至关重要的应用，例如包装和建筑。